# Provincia de Finlandia Meridional
La provincia de Finlandia Meridional (en finés Etelä-Suomen lääni) fue una de las seis provincias con la que contaba la organización político-administrativa regional de la República de Finlandia desde la reforma de 1997 hasta el 2009. Su capital administrativa era la ciudad de Hämeenlinna.
El 1 de septiembre de 1997, las provincias de Uusimaa, de Kymi y las partes del sur de la de Tavastia se unieron para formar la nueva provincia de Finlandia Meridional. Todas las provincias de Finlandia fueron abolidas el 1 de enero de 2010.
El 41% de los finlandeses, o unas 2.127.000 personas vivían en la provincia de Finlandia Meridional (2004), que tenía la densidad de población más alta de las provincias administrativas del país. Las ciudades más grandes en la provincia eran Helsinki, Espoo, Vantaa, Lahti, Lappeenranta, Kotka, Hämeenlinna, Porvoo, Hyvinkää y Järvenpää. (Helsinki, Espoo y Vantaa juntos forman la mayor parte del área metropolitana de Helsinki. También Järvenpää, Hyvinkää y Porvoo están bastante cerca de dicha aglomeración urbana.)

## Regiones
Finlandia Meridional fue dividida en 6 regiones:
- Carelia del Sur (Etelä-Karjala / Södra Karelen)
- Päijänne Tavastia (Päijät-Häme / Päijänne Tavastland)
- Tavastia Propia (Kanta-Häme / Egentliga Tavastland)
- Uusimaa (Uusimaa / Nyland)
- Uusimaa Oriental (Itä-Uusimaa / Östra Nyland)
- Kymenlaakso (Kymenlaakso / Kymmenedalen)

Comprendía además 3 provincias históricas:
- Tavastia
- Carelia
- Uusimaa